# Momino (obwód Chaskowo)
Momino (bułg. Момино) – wieś w południowej Bułgarii, w obwodzie Chaskowo, w gminie Chaskowo. Momino znajduje się w powierzchni Kriwego pola. Według danych Narodowego Instytutu Statystycznego, 31 grudnia 2011 roku wieś liczyła 86 mieszkańców.